# Třída Admiral Hipper
Třída Admiral Hipper byla třída těžkých křižníků německé Kriegsmarine. Celkem bylo rozestavěno pět jednotek této třídy. Tři dokončené křižníky z let 1939–1940 byly nasazeny za druhé světové války. Zatímco Admiral Hipper a Blücher byly za války potopeny, Prinz Eugen po válce získaly USA a později jej použily jako cvičný cíl při jaderných zkouškách. Další dva křižníky zůstaly nedokončeny. Seydlitz měl být dokončen jako letadlová loď, ale v roce 1945 jej nedokončený potopili sami Němci. Rozestavěný Lützow roku 1940 získal Sovětský svaz. Přestože rovněž nebyl dokončen, za války byl využíván jako plovoucí baterie.

## Stavba

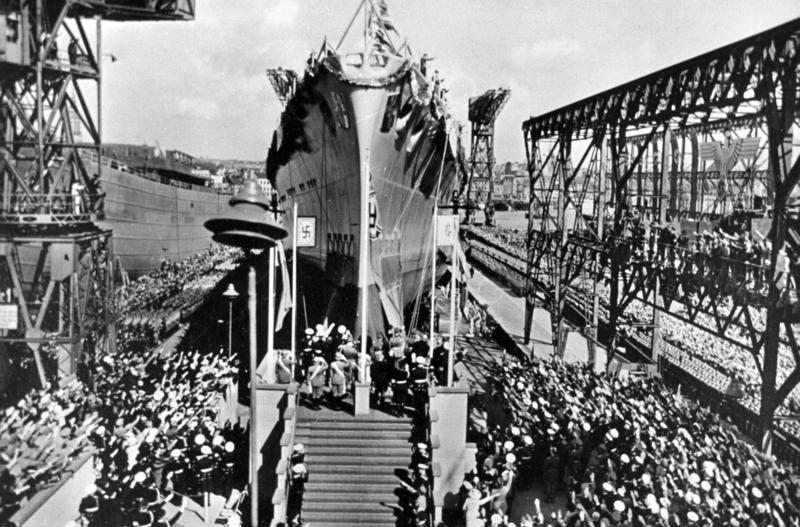
Prinz Eugen během spuštění na vodu

Křižníky byly stavěny po zrušení omezení Washingtonské smlouvy a Versaillské smlouvy na Londýnské konferenci v roce 1930. Po uvolnění omezení mohlo Německo postavit pět těžkých křižníků podle tehdejších standardů. Výtlak omezený na 10 000 t byl však i tak výrazně překročen (přes 14 000 t). Uvažovalo se o různých variantách výzbroje a nakonec byla zvolena ráže 203 mm pro hlavní děla. Osm kanónů bylo umístěno do čtyř dvoudělových věžích v ose lodi. Výzbrojí se tedy třída Hipper mohla vyrovnat svým hlavním potenciálním protivníkům, britským křižníkům třídy County a francouzským tříd Suffren a Algérie. Oproti zadání měla třída Hipper o čtvrtinu menší akční rádius. Třída Hipper byla plně srovnatelná s ostatními těžkými křižníky své doby a navíc považována za velice elegantní konstrukci. Kromě doprovodu bitevních lodí měly křižníky sloužit především k narušování námořních tras nepřítele.
Bylo rozhodnuto o stavbě pěti těžkých křižníků této třídy. První dvě jednotky Admiral Hipper a Blücher byly postaveny v letech 1935–1939. U zbývajících tří křižníků došlo k menší úpravě a zvětšení konstrukce. Prinz Eugen, Seydlitz a Lützow byly rozestavěny v letech 1936–1937. Jedinou lodí, dokončenou podle modifikovaného projektu, byl křižník Prinz Eugen. Seydlitz a Lützow nebyly dokončeny, Lützow byl dokonce v květnu 1940 (rok před vyhlášením války) prodán do SSSR. Stavba Seydlitzu byla po vypuknutí války přerušena, posléze byl trup přestavován na letadlovou loď, aby zůstal navždy nedokončen.
Jednotky třídy Admiral Hipper:
| Jméno          | Loděnice                   | Založení kýlu    | Spuštěna         | Vstup do služby | Status |
| -------------- | -------------------------- | ---------------- | ---------------- | --------------- | --- |
| Admiral Hipper | Blohm & Voss, Hamburk      | 6. července 1935 | 6. února 1937    | 29. dubna 1939  | Dne 3. května 1945 vyhozen v docích v Kielu do povětří. Sešrotována v letech 1948-1949. |
| Blücher        | Deutsche Werke, Kiel       | 15. srpna 1935   | 8. června 1937   | 20. září 1939   | Dne 9. dubna 1940 jej dělostřelbou a torpédy potopila norská pevnůstka Oscarsborg při obraně Osla. |
| Prinz Eugen    | Germaniawerft, Kiel        | 23. dubna 1936   | 22. srpna 1938   | 1. srpna 1940   | Po válce připadl USA. Přejmenován na USS Prinz Eugen (IX-300). Využit jako cíl při zkouškách jaderných zbraní. Poté odtažen k atolu Kwajalein, kde se v prosinci 1946 převrhl a potopil.                          |
| Seydlitz       | Deschimag, AG Weser, Brémy | 29. října 1936   | 19. ledna 1939   | –               | V roce 1942 rozhodnuto dokončit jej jako letadlovou loď. Dne 10. ledna 1945 potopen samotnými Němci. Později sešrotován.                                                                                          |
| Lützow         | Deschimag, AG Weser, Brémy | 2. srpna 1937    | 1. července 1939 | –               | Roku 1939 rozestavěný křižník získal Sovětský svaz jako Petropavlovsk. Dne 17. září 1941 potopen Luftwaffe. Vyzdvižen a opraven, ale přesto nedokončen. Roku 1943 přejmenován na Tallin. V 50. letech sešrotován. |

## Konstrukce

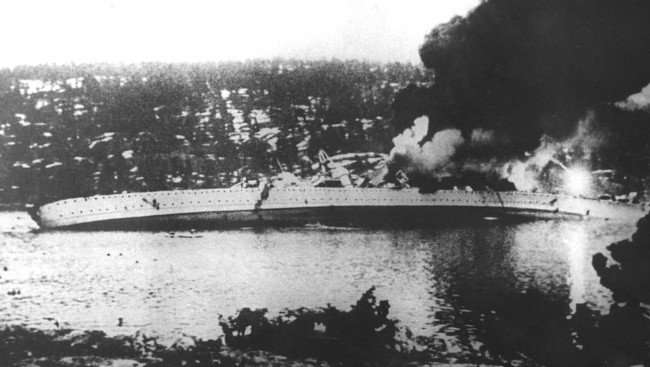
Potápějící se křižník Blücher

Hlavní výzbroj představovalo osm 203mm kanónů umístěných ve dvoudělových věžích v ose lodi. Doplňovalo je dvanáct 105mm kanónů, dvanáct 37mm kanónů a osm 20mm kanónů. Plavidla rovněž nesla čtyři trojhlavňové 533mm torpédomety. Neseny mohly být až tři průzkumné hydroplány (Heinkel He 60, Heinkel He 114, nebo Arado Ar 196), které startovaly z jednoho oboustranného katapultu. Pohonný systém tvořilo dvanáct kotlů a tři sady parních turbín Blohm & Voss o výkonu 132 000 hp, pohánějící tři třílisté lodní šrouby. Nejvyšší rychlost dosahovala 32 uzlů. Dosah byl 6800 námořních mil při rychlosti 20 uzlů.